# جيد كارغيل
جيد كارغيل (بالإنجليزية: Jade Cargill) هي مصارعة محترفة أمريكية ولاعبة كرة سلة سابقة، وُلدت في 3 يونيو 1992 في غيفورد، فلوريدا، الولايات المتحدة. اشتهرت بمسيرتها في اتحادي المصارعة AEW ودبليو دبليو إي، حيث تميزت بأدائها القوي وشخصيتها الكاريزمية.

## النشأة والتعليم
نشأت كارغيل في ولاية فلوريدا، ودرست في جامعة جاكسونفيل، حيث لعبت ضمن فريق كرة السلة للسيدات. حصلت على درجة البكالوريوس في العلوم الاجتماعية، ثم حصلت على الماجستير في علم نفس الطفولة.

## بداية مسيرتها في المصارعة
خضعت كارغيل لاختبارات أداء في WWE عام 2019، لكنها لم توقّع عقداً في ذلك الوقت. لاحقاً التحقت بعدد من مدارس التدريب، منها WWA4، وFace 2 Face، وNightmare Factory، حيث تدربت تحت إشراف مارك هنري وداستن رودز وQT مارشال.

## AEW (2020–2023)
ظهرت كارغيل لأول مرة في اتحاد AEW في نوفمبر 2020، وحققت نجاحاً سريعاً. في يناير 2022، أصبحت أول بطلة لبطولة بطولة TBS النسائية، واحتفظت باللقب لمدة 508 أيام، وهو رقم قياسي في الاتحاد، وحققت خلاله سلسلة انتصارات وصلت إلى 60 فوزاً متتالياً قبل أن تخسر اللقب في مايو 2023

## WWE (منذ 2023)
أعلنت WWE في سبتمبر 2023 عن توقيع عقد متعدد السنوات مع جيد كارغيل، لتصبح أول توقيع كبير بعد استحواذ شركة Endeavor على الاتحاد. ظهرت لأول مرة في رويال رامبل 2024، ثم انتقلت إلى عرض سماكداون.
في عام 2025، فازت بلقب ملكة الحلبة (Queen of the Ring)، كما فازت ببطولة الزوجي للسيدات مرتين إلى جانب بيانكا بيلير.

## الأسلوب والشخصية
تعتمد كارغيل في أسلوبها على القوة البدنية، وتتميز بتحكمها في سير النزال. من أبرز حركاتها القاضية "Jaded"، وهي نسخة من حركة Chickenwing Facebuster. ذكرت في مقابلات أنها تستلهم شخصيتها من المصارعة الراحلة تشاينا، وتعتبرها مصدر إلهام في تمكين النساء داخل الحلبة.

## الحياة الشخصية
ترتبط جيد كارغيل بلاعب كرة القاعدة السابق براندون فيليبس، ولديهما ابنة واحدة. في عام 2023، أصبحا مالكين لفريق تكساس سموك في دوري كرة القاعدة النسائي المحترف.
وفي عام 2025، أُعلن عن مشاركتها في أول أعمالها التمثيلية، حيث ظهرت في فيلم أكشن بعنوان "True Threat" إلى جانب الممثل جوناثان ميجرز.

## البطولات والإنجازات
في AEW
- بطولة TBS (مرة واحدة)
- سلسلة انتصارات قياسية بلغت 60 فوزًا دون هزيمة

في WWE
- ملكة الحلبة (Queen of the Ring) – 2025[4]
- بطولة WWE للزوجي للسيدات (مرتان) – مع بيانكا بيلير[4]

## روابط خارجية
- جيد كارغيل على موقع كلية كرة السلة في سبورتس رفرنس.كوم (الإنجليزية)
- جيد كارغيل على موقع دبليو دبليو إي (الإنجليزية)
- جيد كارغيل على موقع WrestlingData.com (الإنجليزية)
- جيد كارغيل على موقع CageMatch worker (الإنجليزية)
- جيد كارغيل على موقع قاعدة بيانات المصارعة على الإنترنت (الإنجليزية)
- جيد كارغيل على موقع عالم المصارعة على الإنترنت (الإنجليزية)